# Harald Damsleth
Harald Damsleth (16 d'agost de 1906 - 1 de març de 1971) va ser un dibuixant, il·lustrador i publicista noruec. És conegut sobretot pels seus cartells per a Nasjonal Samling (NS) d'ideologia feixista durant la Segona Guerra Mundial.

## Primera vida i treball
Nascut a Bremen, Harald Damsleth tenia un pare noruec i una mare alemanya. El seu pare aviat va tornar a Noruega per treballar a Fredrikstad Mekaniske Verksted, mentre que Harald Damsleth va viure amb la seva mare fins als onze anys. Després de la mort de la seva mare el 1917, Damsleth es va traslladar a Noruega per créixer amb el seu padrí, el director del banc Erling Sandberg. Durant un període d'estudis a Alemanya del 1929 al 1931, Damsleth va conèixer la ciutadana alemanya Liselotte Friedmann, amb qui es va comprometre a casar-se. No es va traslladar a Noruega fins al 1935.
Durant la seva joventut, Damsleth va ser principalment un professional en el camp de la publicitat. Va treballar per a diverses agències de publicitat a Oslo abans de fer-se càrrec de Myres reklamebyrå i el 1939 Heroldens annonsebyrå. A més de la publicitat, va dibuixar portades de llibres, postals, cartells per a l'⁣Associació Noruega de Turisme de Muntanya i molt més. Tanmateix, Damsleth va alimentar antipaties pel socialisme i va ser un nacionalista noruec. Les seves il·lustracions es van inspirar en els paisatges noruecs i en la gent rossa i sana (Arne Skouen el va descriure una vegada com un "especialista en trets facials aris⁣"), encara que aquests ideals no eren atípics per a l'època. D'altra banda, es va inspirar en certa manera en l'art modernista. Va estar involucrat a Fedrelandslaget durant algun temps, i es va unir a Nasjonal Samling, el Partit Feixista Noruec, ja el 1933, any de la seva fundació. En realitat, no va pagar la quota de soci fins al 1939, però després de la invasió alemanya de Polònia aquell any, va reforçar el seu suport al partit i va pagar les quotes dels anys 1933 a 1939.

## Segona Guerra Mundial
Noruega va ser envaïda per Alemanya el 1940 i ocupada durant els cinc anys següents. Erling Sandberg va ser nomenat finalment al Consell d'Estat de Josef Terboven, i Harald Damsleth va començar a rebre assignacions per a anuncis de servei públic l'abril de 1940, poc després de la invasió alemanya de Noruega. A partir d'octubre del mateix any, Herolden va rebre el monopoli dels anuncis estatals. Damsleth també va dissenyar gairebé tots els segells emesos a Noruega entre 1940 i 1945. Entre els segells dissenyats per Damsleth hi havia els tres segells de la sèrie de naufragis que commemoraven els vaixells de passatgers noruecs civils perduts per un atac aliat. Els vaixells retratats als segells eren SS Barøy, SS Irma i SS Sanct Svithun. El seu monopoli no només va ser causat per les simpaties nazis nodrides pels empleats de Herolden, sinó també perquè altres agències de publicitat boicotejaven el règim ocupant. Al mateix temps, Damsleth va perdre el seu contacte professional amb les editorials.
Damsleth va produir prolíficament cartells de propaganda, gairebé 200 en total. Es va allunyar del modernisme, un estil considerat "degenerat" pels nacionalsocialistes, i va pintar amb un estil més naturalista. A l'inici de la guerra, els seus cartells representaven gent normal i treballadora. Tanmateix, cap al final de la guerra, els cartells van començar a expressar temes militars i bèl·lics, inclosos forts sentiments russòfobs.
Damsleth també va ser reporter de guerra per a Waffen-SS, i va tenir una estada al front oriental el 1942.

## Carrera de postguerra
Damsleth va ser jutjat en un tribunal el 15 de maig de 1945, només una setmana després de l'⁣alliberament de Noruega. Es va declarar no culpable de traïció. Va afirmar que no coneixia les accions realitzades per les autoritats nazis. El 1950, Damsleth va ser condemnat a cinc anys de treballs forçats per traïció comesa durant la Segona Guerra Mundial, però va ser indultat després de dos anys de servei.
Després de la guerra, Damsleth va tornar al treball políticament neutral, il·lustrant portades de llibres i postals, incloses moltes amb motius nisse. Les cobertes dels llibres anaven des de llibres cristians, novel·les pulp i articles de col·lecció anomenats glansbilder. També va experimentar amb l'art psicodèlic.
Va morir el 1971.